# Anna Balletbò i Puig
Anna Balletbò i Puig (Santpedor, 15 de desembre de 1943) és una periodista i política catalana.

## Biografia
Diplomada en Ciències de l'Educació el 1969 i llicenciada en Història el 1976 i en Ciències de la Informació el 1998. Professora de la Universitat Autònoma de Barcelona. Ha estat scholar del Wilson Center (Washington DC) el 1991. Fou diputada al Congrés dels Diputats pel Partit dels Socialistes de Catalunya per primer cop en 1980, substituint Carlos Cigarrán Rodil. Després fou elegida diputada a les eleccions generals espanyoles de 1982, 1986, 1989, 1993 i 1996.
Entre 2000 i 2007, va ser membre del Consell d'Administració de RTVE i professora a la Facultat de Ciències de la Comunicació de la Universitat Autònoma de Barcelona.
Entre 2008 i 2010, va ser membre del Consell de Govern de la Corporació Catalana de Mitjans Audiovisuals.
Ha estat presidenta del Grup Dones Parlamentàries per la Pau. Ha estat membre de la Comissió Internacional per a la Reforma de l'ONU, amb Jacques Delors, Kurt Biedenkopf i Wangari Maathai. També ha estat membre del Grup Parlamentarians for Global Action.
Actualment, és presidenta de la Fundació Internacional Olof Palme.
El 1985 va rebre l'Estrella Polar, condecoració sueca, i el 2006 la Creu de Sant Jordi.

## Curiositats
Durant l'assalt al Congrés dels Diputats el 23-F va ser l'única parlamentària a qui els assaltants van permetre sortir, perquè estava embarassada de bessons.

## Obres
- Una mujer en la transición (2004)